# 日本交通 (豊岡市)
日本交通株式会社（にほんこうつう、Nihon Kotsu Co.,Ltd.）は、兵庫県北部でタクシーと貸切バスを運行する事業者である。朱色の楕円に「日交」の文字が入ったシンボルマークが目印。
現地での通称は日交（にっこう）であるが、グループ企業の同名会社が存在するため、部内では区別のため但馬日交とも称される。

## 営業所（車庫）の所在地
- 本社（城崎）営業所
  - 兵庫県豊岡市城崎町湯島903番地1
- 豊岡営業所
  - 兵庫県豊岡市泉町9番32号
- 香住営業所
  - 兵庫県美方郡香美町香住区香住813番地3

## 関連会社
- 日本交通 (大阪府)
- 日交シティバス
- 日本交通大阪
- 堺日本交通
- 大タク
- 関西空港リムジン ※以前は全日空グループだった
- エクセル・リムジンサービス ※以前はリーガロイヤルホテルグループだった
- 吹田交通
- 日本交通 (神戸市)
- 日本交通 (三田市)
- 日本交通 (京都市)
- 日本交通 (福知山市)
- 京都交通 (舞鶴)
- 日交協和
- 日本交通 (鳥取県)
- 鳥取自動車
- 中央タクシー (鳥取県)
- 倉吉交通
- 西伯タクシー
- 日本交通 (島根県)
- 島根日本交通
- クラウンタクシー (島根県)
- 鳥取県中央自動車学校